# Великое Село (Барановичский район)
Вели́кое Село́ (бел. Вялікае Сяло) — деревня в Городищенском сельсовете Барановичского района Брестской области Беларуси, в 27 км на север от города Барановичи (считая от северной границы города). Население — 170 человек (2023).

## География
В 0,9 километра от деревни расположен пруд, площадью 0,009 квадратных километров.
По территории деревни протекает река Селища.

## История
Согласно переписи 1897 года, деревня в Городищевской волости Новогрудского уезда. С 1921 года в составе Польши, в гмине Городище Новогрудского повета Новогрудского воеводства. С 1939 года в составе БССР.
С конца июня 1941 по 8 июля 1944 года оккупирована немецкими войсками. С 16 июля 1954 года по 19 января 1965 года центр Великосельского сельсовета.

## Население
По состоянию на 1 января 2023 года в деревне проживало 170 человек в 72 хозяйствах, в том числе 28 моложе трудоспособного возраста, 109 — в трудоспособном возрасте и 33 — старше трудоспособного возраста. 
| Численность населения (по переписи) | Численность населения (по переписи) | Численность населения (по переписи) | Численность населения (по переписи) | Численность населения (по переписи) | Численность населения (по переписи) | Численность населения (по переписи) | Численность населения (по переписи) |
| 1897                                | 1909                                | 1921                                | 1939                                | 1970                                | 1999                                | 2009                                | 2019                                |
| ----------------------------------- | ----------------------------------- | ----------------------------------- | ----------------------------------- | ----------------------------------- | ----------------------------------- | ----------------------------------- | ----------------------------------- |
| 497                                 | ↗580                                | ↘106                                | ↗306                                | ↗379                                | ↘170                                | ↘160                                | ↘154                                |